# Central Nuclear de Callaway

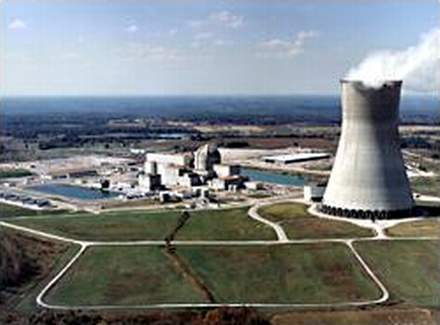
Estación Generadora Nuclear Callaway

La Central Nuclear de Callaway ocupa 21 km² en el condado de Callaway, Misuri, cerca de Fulton, Misuri. La unidad 1 de Callaway es la única unidad comercial nuclear del estado.
Esta planta tiene un reactor de agua a presión de Westinghouse.
Recientemente la planta de Callaway ha sustituido todos sus cuatro generadores de vapor, estableciendo un récord mundial para una planta de 4 circuitos de 63 días y 13 horas.